# 7종 경기 대한민국 기록 추이
여자 7종 경기 대한민국 기록 추이는 다음과 같다.
| #         | 기록 | 차이    | 선수   | 소속       | 날짜         | 대회명                                 | 개최지        | 경기장          | 주석 및 기타          | 동영상 |
|           | 4826 |         | 김순란 | 부산산업대 | 1982. 05. 30 | 제37회 전국 종별 육상 대회             |               |                 | 종전 4761             |        |
|           | 4944 | + 118점 | 김순란 | 부산산업대 | 1982. 10. 30 | 제36회 전국 남녀 육상 경기 선수권 대회 | 대한민국 서울 | 서울 운동장     | 종전 1.02.76          |        |
|           | 5128 | + 182점 | 지정미 |            | 1984. 05. 13 | 제13회 종별 육상 선수권 대회           | 대한민국 서울 | 서울운동장      | [ 3 ]                 |        |
|           | 5160 | + 32점  | 지정미 |            | 1984. 10. 12 | 제65회 전국 체육 대회                  | 대구          |                 | 종전 5128             |        |
| 규정 변경 |      |         |        |            |              |                                        |               |                 |                       |        |
|           | 5049 |         | 지정미 | 경남은행   | 1985. 06. 16 | 제39회 전국 육상 선수권 대회           | 대한민국 서울 | 올림픽 주경기장 | 종전 : 4977점         |        |
|           | 5272 |         | 지정미 |            | 1986. 07. 27 | 제7회 비호기 전국 육상 대회            | 대한민국 서울 | 올림픽 주경기장 | 종전 5118(6월 지정미) |        |
|           | 5448 | + 159점 | 김난영 | 한국체대   | 1992. 05. 02 | 제46회 전국육상경기선수권대회          | 대한민국 서울 | 올림픽 주경기장 | 종전 5289             |        |

## 같이 보기
- 여자 7종 경기 세계 기록 추이
- 남자 10종 경기 대한민국 기록 추이
- 남자 10종 경기 세계 기록 추이